# Kula (Serbia)
Kula (cyr. Кула, węg. Kúla, niem. Wolfsburg) – miasto w Serbii, w Wojwodinie, w okręgu zachodniobackim, siedziba gminy Kula. W 2011 roku liczyło 26 867 mieszkańców.